# Сайлан, Тюркан
Тюркан Сайлан (13 декабря 1935 — 18 мая 2009) — турецкий врач-дерматолог, академик, писатель, педагог и общественный деятель. Она известна как основатель благотворительного фонда «Ассоциация поддержки современной жизни» (тур. Çağdaş Yaşamı Destekleme Derneği , ÇYDD)

## Биография
Тюркан родилась 13 декабря 1935 года в Стамбуле, в семье Фасиха Галип-Бея, одного из первых, кто стоял у истоков создания молодой Турецкой Республики, а её матерью была швейцарка Лили Мина Райман, которая в замужестве приняла ислам и взяла турецкое имя Лейла. Тюркян Сайлан был старшей из пяти братьев и сестер.
С 1944 по 1946 год она училась в начальной школе в Кандилли. С 1946 по 1953 год продолжила учиться в школе для девочек в Кандилли.
Окончила Стамбульское медицинское училище в 1963 году.
С 1964 по 1968 год она работала в больнице социального обеспечения в Нишанташи и специализировалась на заболеваниях кожи.
В 1968 году она начала работать старшим ассистентом на медицинском факультете Стамбульского университета по специальности дерматология.
В 1971 году она получила стипендию для дальнейшего обучения в Англии. В 1974 году она работала во Франции, а в 1976 году — в Англии.
В 1972 году она стала преподавателем, а в 1977 году профессором.
В 1976 году она начала бороться с проказой и основала ассоциацию по борьбе с проказой.
В 1976 году она начала специализироваться на лепре, была одним из основателей Международного союза проказы (ILU)
С 1981 по 2002 год, кроме работы профессором в университете, была главным врачом больницы по лечению проказы в Стамбуле, которая принадлежит Министерству здравоохранения Турции.
В период с 1982 по 1987 год она возглавляла научное отделение медицинского факультета по дерматологии Стамбульского университета. С 1981 по 2001 год была директором дерматологического исследовательского центра университета.
Тюркан Сайлан работала консультантом по лепре во Всемирной организации здравоохранения до 2006 года. Она принимала участие в создании Лаборатории патологии дермы, болезни Бехчета и поликлиники по венерическим болезням. На благотворительной основе она исполняла обязанности главного врача в Стамбульской больнице, где лечили лепру, в течение 21 года, между 1981 и 2002 годами. Она также была членом Европейской академии дерматологии и венерологии в Международном обществе проказы
Награждена многими премиями и призами за свою работу.
Скончалась 18 мая 2009 года.

## Семья
В 1957 году она вышла замуж. В браке родилось двое сыновей, один из них стал художником-графиком, а другой — врачом. У Сайлан также есть четыре внука